# The Last Warrior (1970)
The Last Warrior is een Amerikaanse filmkomedie uit 1970 onder regie van Carol Reed. De film werd destijds in Nederland uitgebracht onder de titel Opstand der paria's.

## Verhaal
Flapping Eagle woont in een indianenreservaat in het zuiden van de Verenigde Staten. Samen met een paar andere roervinken wil hij de aanleg van een verkeersweg door het reservaat verhinderen. Om meer media-aandacht te krijgen kaapt hij een trein naar Phoenix.

## Rolverdeling
| Acteur             | Personage                  |
| ------------------ | -------------------------- |
| Anthony Quinn      | Flapping Eagle             |
| Claude Akins       | Lobo Jackson               |
| Tony Bill          | Eleven Snowflake           |
| Shelley Winters    | Dorothy Bluebell           |
| Victor Jory        | Wounded Bear Mr. Smith     |
| Don Collier        | Mike Lyons                 |
| Victor French      | Hulpsheriff Rafferty       |
| Rodolfo Acosta     | Mr. Storekeeper            |
| Susana Miranda     | Ann Looking Deer           |
| Anthony Caruso     | Silver Dollar              |
| William Mims       | Steve Gray                 |
| Rudy Diaz          | Larry Standing Elk         |
| Pedro Regas        | She'll-Be-Back-Pretty-Soon |
| John War Eagle     | Luke Wolf                  |
| J. Edward McKinley | Harris                     |